# (33955) 2000 NC3
2000 NC3 (asteroide 33955) é um asteroide da cintura principal. Possui uma excentricidade de 0.04213890 e uma inclinação de 3.88459º.
Este asteroide foi descoberto no dia 6 de julho de 2000 por Paul G. Comba em Prescott.